# 베르귄 필리주어
베르귄 필리주어(로만슈어: Bergün Filisur)는 스위스 그라우뷘덴주의 알불라군에 있는 자치체이다. 2018년 1월 1일 베르귄과 필리주어의 이전 지자체가 합병하여 베르귄 필리주어의 새로운 지자체를 형성했다.

## 역사

### 베르귄
베르귄은 1209년에 de Bregonio로 처음 언급되었다.

### 필리주어
필리주어는 1262년에 villa Fallisour로 처음 언급되었다.

## 지리
합병 후 베르귄 필리주어의 면적은 2009년 기준으로 190.14k㎡이다.

## 인구
2020년 12월 기준, 새로운 시정촌의 인구는 7,050명이다.
역사적 인구는 다음 차트에 나와 있다. 래티셰 철도 라인이 건설되는 동안 두 지역 사회의 인구가 크게 증가했다.

## 기후
필리주어의 연간 강수량은 평균 107.7일이며, 평균 강수량은 915mm이다. 가장 습한 달은 8월로 필리주어의 평균 강수량은 123mm이다. 이달 동안 평균 강수량은 11.7일이다. 일년 중 가장 건조한 달은 2월로 6.5일 동안 평균 강수량이 40.4mm이다.

## 국가중요문화재
베르귄의 헛간이 있는 시립 교회와 차사 예나취, 그라이펜슈타인의 성 유적, 필리주어의 래티셰 철도의 슈미텐토벨-란트바서 고가교는 국가적으로 중요한 스위스 문화 유산으로 등록되어 있다. 베르귄, 라취, 슈투글 및 필리주어의 마을과 작은 마을은 스위스 유산 목록의 일부이다.
알불라 철도는 2008년 유네스코 세계 문화 유산으로 지정되었다. 베르귄역에서 알불라 철도 박물관을 유지하고 있다. 이 철도 박물관은 알불라선 건설을 문서화한다. 이전의 두 지자체에는 알불라 철도의 트랙이 있다.

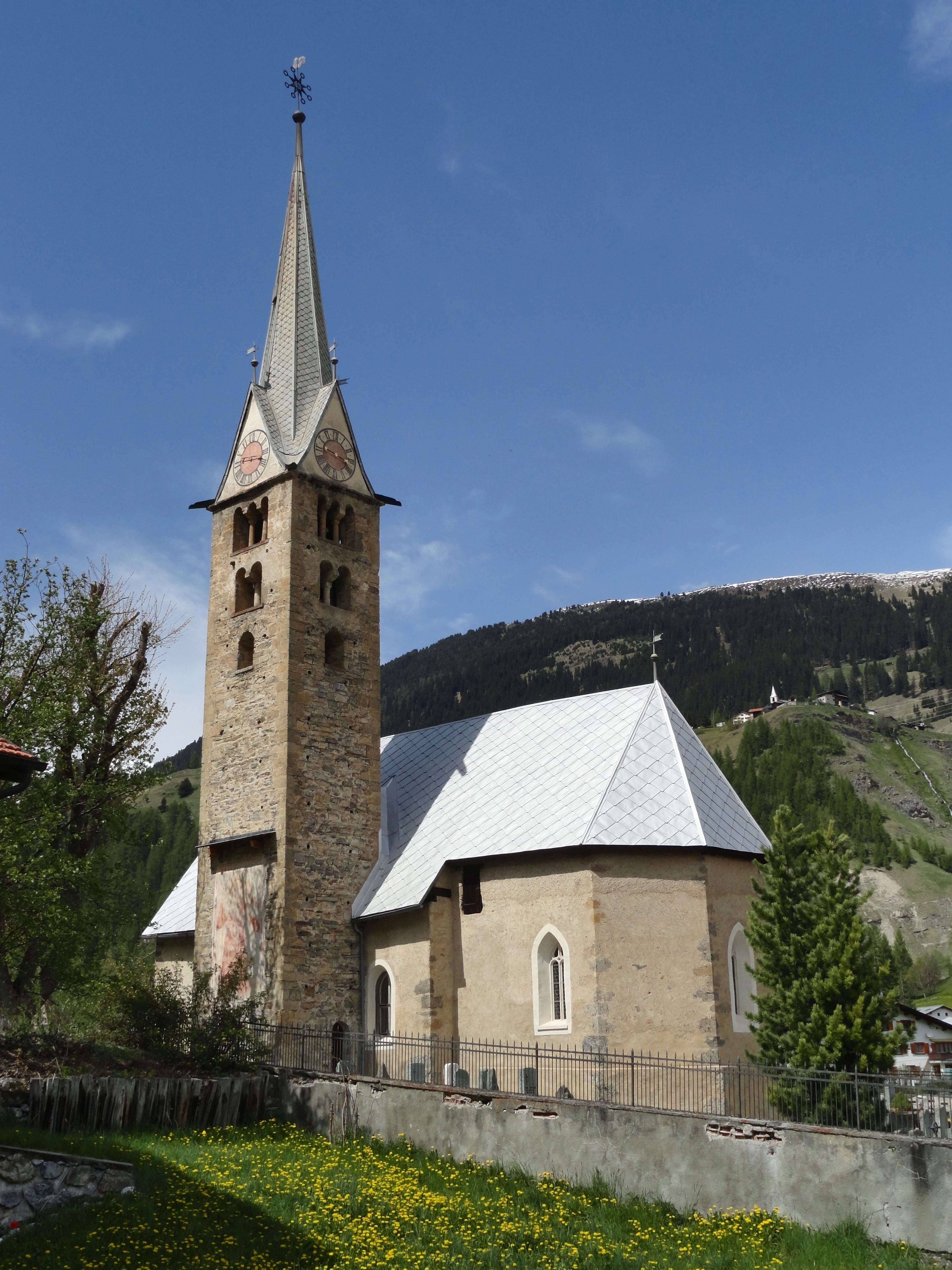
베르귄 마을 교회
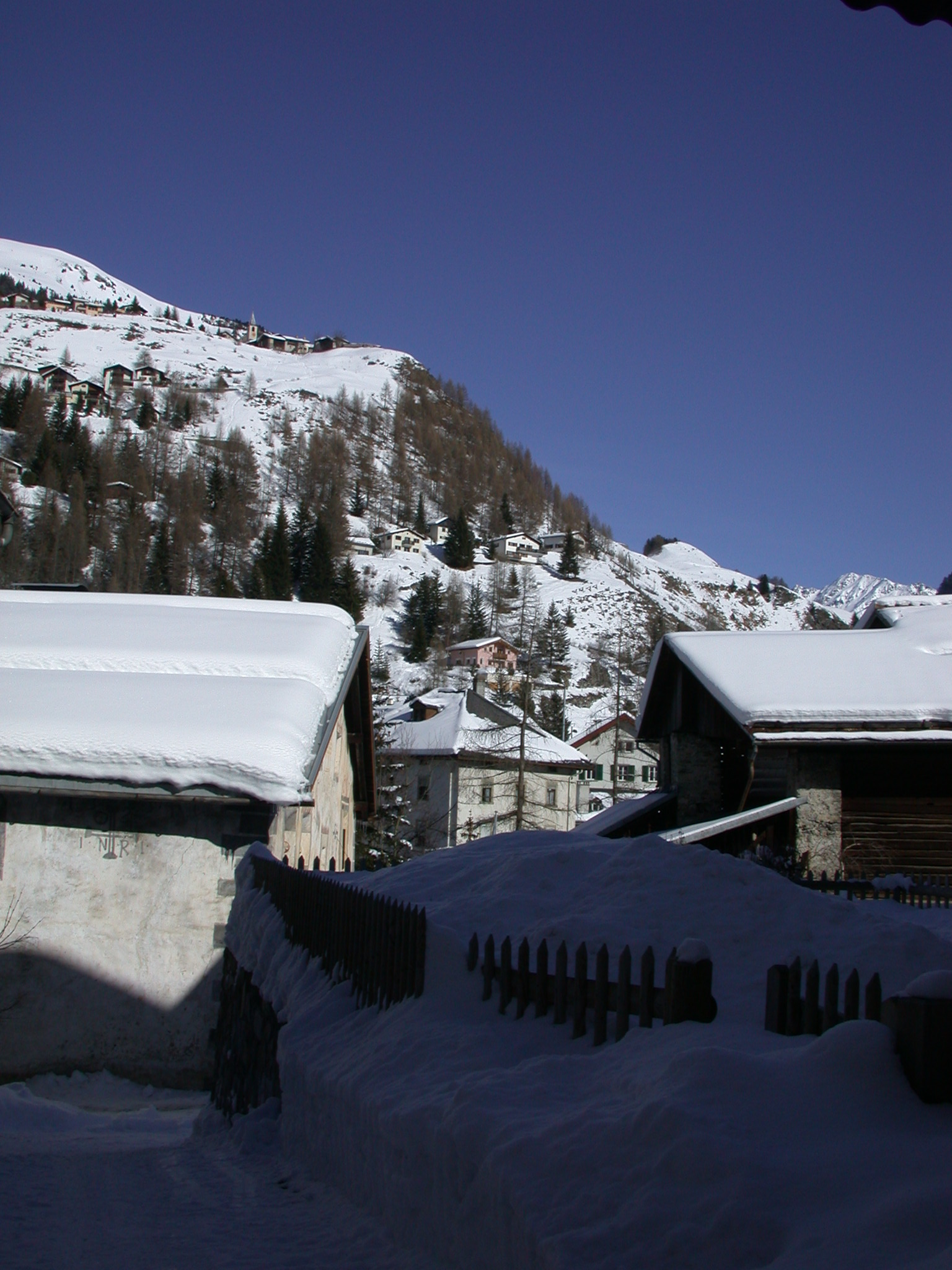
차사 예나취와 헛간
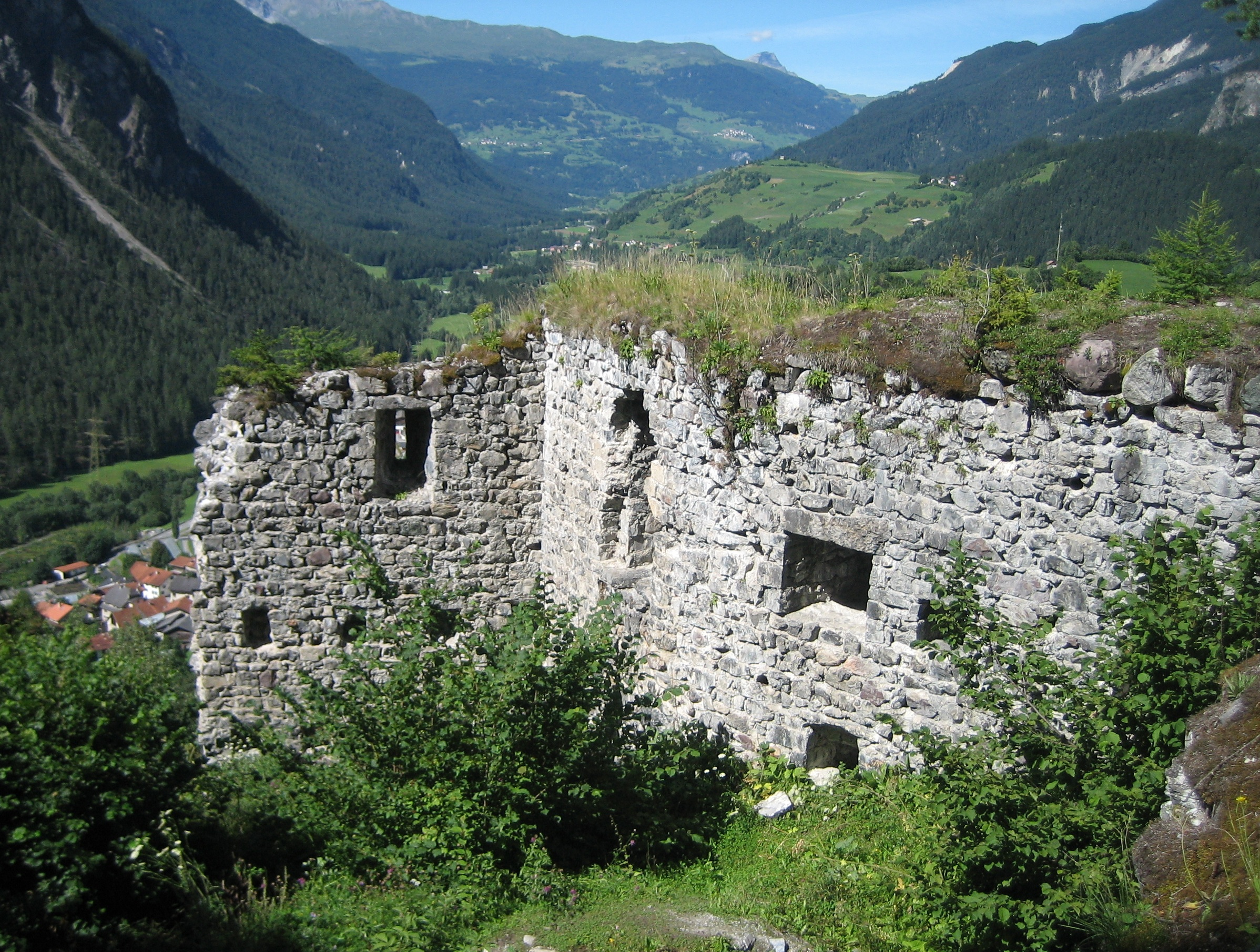
그라이펜슈타인성 성터
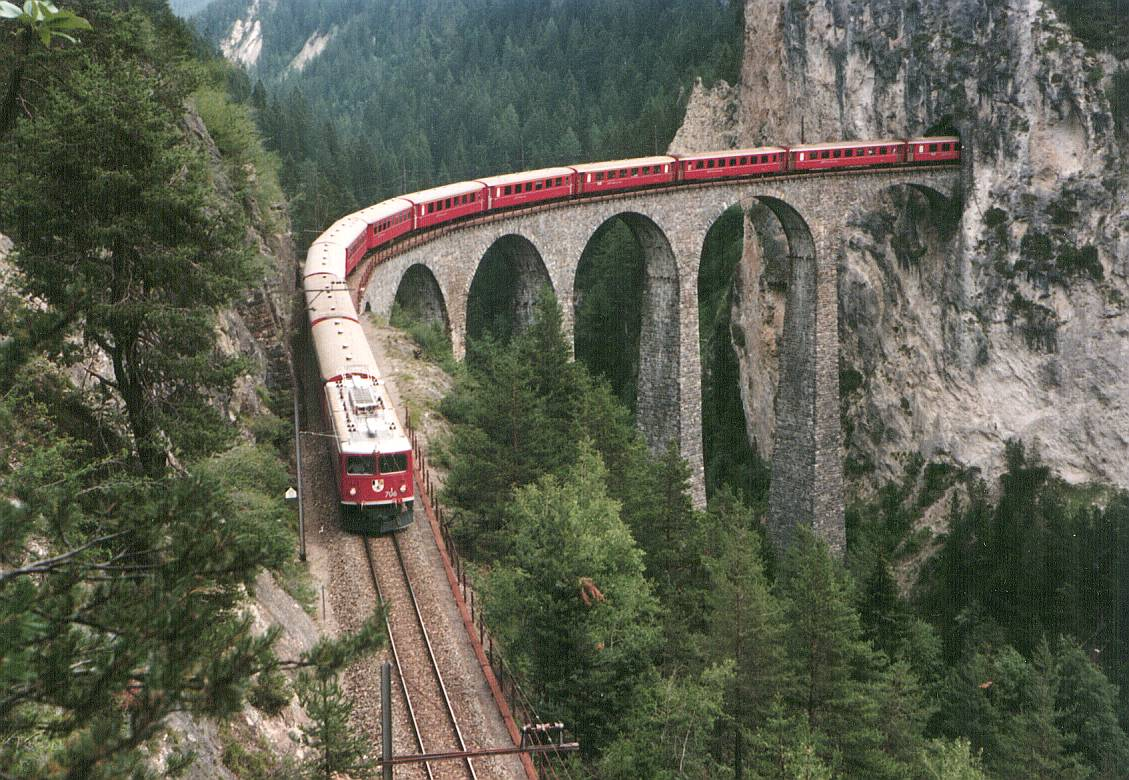
란트바서 고가교, 65 m 높이와 136m 길이, 1902년 완공

## 교통
지자체에는 프레다, 베르귄 및 필리주어의 세 가지 기차역이 있다. 세 곳 모두 생모리츠와 쿠어까지 정기적으로 운행하는 알불라선에 있다. 필리주어는 다보스 플라츠–필리주어선과 교차점에 있으며 다보스 플라츠까지 정기적으로 운행한다.